# 3er arco
3er arco (Tercer arco) es el tercer álbum de estudio del grupo musical de Argentina Los Piojos. Publicado bajo el sello discográfico DBN (Distribuidora Belgrano Norte). Grabado y mezclado entre junio y julio de 1996 en Del Cielito Records. Fue presentado oficialmente el 28 de septiembre de 1996 en el Estadio Obras Sanitarias. Fue disco de oro y doble disco de platino, ya en el año 1998 habían superado el triple platino y en la actualidad supera las 360 mil copias. Este tercer álbum de Los Piojos salió a la venta y rápidamente superó toda expectativa. Las canciones «Verano del '92» y «El farolito» se convirtieron en clásicos del grupo musical. Muchos alabaron a este grupo diciendo que hacían una gran mezcla como pocas en aquella época: "murganroll". Con estadios llenos y seguidores que se fueron sumando a los anteriores, este fue un álbum que marcó a Los Piojos para siempre. Está incluido en "Los 100 mejores álbumes del rock argentino" según la revista Rolling Stone. El disco fue reeditado en el año 2007 por El Farolito Discos.

## Grabación y lanzamiento
Los Piojos hizo escuela y 3er arco es una mezcla de ritmos rioplatenses, nervio stone, la extraña voz de Ciro al frente y varias canciones («Todo pasa», «Maradó», «Verano del '92», «El farolito» y «Taxi boy») que se convirtieron rápidamente en éxitos del rock de Argentina. Esa escala ascendente y paulatina que se aprecia disco a disco logra su pico máximo con 3er arco. 
Más allá de porcentajes, ecuaciones y sumas, este disco amalgama toda la potencia de Los Piojos y la prosapia de su líder como referente de las masas. Y en donde logran imprimir un estilo que se venía palpitando con sus antecesoras creaciones. La mixtura del ritmo característico: mezcla de blues con el 2x4 y la murga de Uruguay, con una idea desde su concepción apuntada hacia lo popular. Esa característica se ve ejemplificada en los homenajes al Che Guevara y a Diego Maradona como estandartes de su cultura y su raza, de su idiosincrasia nacional. El resto, hay espacio para la canción exitosa («Verano del '92»), el sarcasmo («Shup - Shup» o «Don't Say Tomorrow») y la balada («Todo pasa»). Con Tercer arco, a Los Piojos se les abre la puerta hacia  la escena popular, sin dejar de lado la inteligencia para elaborar el álbum de estudio.

## Lista de canciones
Todas las letras escritas por Andrés Ciro Martínez, excepto donde está anotado.
| N.º | Título                                                      | Música                                     | Duración |  |
| 1.  | «Esquina libertad» (A. C. Martínez, M. Rodríguez, D. Buira) | Los Piojos                                 | 4:37     |  |
| 2.  | «Taxi boy»                                                  | Los Piojos                                 | 4:05     |  |
| 3.  | «El farolito»                                               | Los Piojos                                 | 4:13     |  |
| 4.  | «Shup - shup»                                               | Los Piojos                                 | 3:26     |  |
| 5.  | «Al atardecer»                                              | Andrés Ciro Martínez                       | 4:43     |  |
| 6.  | «Qué decís»                                                 | Los Piojos                                 | 4:21     |  |
| 7.  | «Don't Say Tomorrow»                                        | Andrés Ciro Martínez y Miguel Á. Rodríguez | 3:37     |  |
| 8.  | «Todo pasa»                                                 | Los Piojos                                 | 5:33     |  |
| 9.  | «Intro Maradó»                                              | Andrés Ciro Martínez                       | 0:46     |  |
| 10. | «Maradó»                                                    | Andrés Ciro Martínez                       | 3:58     |  |
| 11. | «Gris»                                                      | Andrés Ciro Martínez y Gustavo Kupinski    | 5:05     |  |
| 12. | «Muévelo»                                                   | Los Piojos                                 | 4:16     |  |
| 13. | «Verano del '92»                                            | Andrés Ciro Martínez                       | 7:11     |  |

## Créditos
- Andrés Ciro Martínez: Voz, armónica, guitarra y coros.
- Daniel Fernández: Guitarras y coros.
- Gustavo Kupinski: Guitarras, bandoneón, bajo y coros.
- Miguel Á. Rodríguez: Bajo y coros.
- Daniel Buira: Batería, percusión y coros.

### Invitados
- Noel Schajris de Sin Bandera: Teclados en «Todo pasa».
- Alejandro Brittes: Acordeón en «Don't Say Tomorrow» y «Todo pasa».
- Carolina de la Presa: Coros en «Shup - shup».
- La Chilinga: Percusión y coros en «Verano del '92».
- Alfredo Toth: Coros y condimentos varios.

## Posicionamiento en listas
| Listas (2025)     | Mejor posición |
| ----------------- | -------------- |
| Argentina (CAPIF) | 10             |

## Gira musical
El Tour 3er Arco comenzó el 28 de septiembre de 1996 y terminó el 15 de noviembre de 1997, en el que se realizaron 35 conciertos. Esto fue lo que llevó a Los Piojos a la consagración, debido a las exitosas canciones «El farolito» y «Verano del '92» comenzaron a resonar en casi todas las radios del país. En los primeros conciertos de la gira, se forjó esa especie de fiesta que el grupo denominó "Rituales", y solo lo entienden los que alguna vez los vieron en vivo.